# Verengelsing
Verengelsing is een linguïstisch en socialiserend proces, waarbij de Engelse taal (en cultuur) wordt overgenomen door van oorsprong niet-Engelssprekenden. Het proces doet zich wereldwijd voor en hangt samen met de mondialisering van de samenleving, waarbij het Engels als lingua franca in internationale handel, diplomatie, wetenschap en (populaire) cultuur een dominante positie heeft verworven.

## Definities
Onder verengelsing kan worden verstaan:
- ofwel het proces van taal- en cultuurassimilatie, waarbij oorspronkelijk niet-Engelstaligen of oorspronkelijk niet-Engelstalige gebieden overgaan op het Engels. Het kan hierbij om minderheden of meerderheden gaan. Een Europees voorbeeld is Ierland, maar ook delen van Groot-Brittannië zelf, zoals Schotland, Wales en Cornwall zijn in de loop der eeuwen verengelst. Elders in Europa doet het verschijnsel zich op kleinere schaal voor, zoals in toeristensteden of steden waar veel internationale organisaties zijn gevestigd. Een voorbeeld in die laatste categorie is Brussel.[1] In Nederland zijn met name de binnensteden van Amsterdam en Maastricht sterk verengelst, vooral vanwege de vele toeristen; in het laatste geval ook vanwege de vele internationale studenten.[2][3]
- ofwel systematische overschakeling op het Engels door niet-Engelstaligen in bepaalde domeinen van taalgebruik, die daardoor Engelstalig worden, zoals in de luchtvaart, de wetenschap, de techniek, het bedrijfsleven en sport. Een variant op dit laatste is het gebruik van Engels als tweede taal in contacten met buitenlanders, zoals in Scandinavische landen, maar ook in een nieuwe Europese lidstaat als Slovenië. Onder de vele niet-Europese voorbeelden is ook hier dat van Zuid-Afrika te rekenen. Mede debet hieraan is, dat het Engels daar sinds de politieke omwenteling de ambtelijke taal van het onderwijs is geworden (zie ook Afrikaans).
- ofwel in het geval van transcriptie van een ander schrift naar het Latijnse alfabet, lettercombinaties gebruiken die door Engelstaligen zodanig worden uitgesproken dat het woord uit het oorspronkelijke schrift bij benadering correct wordt uitgesproken. Voorbeeld: de omzetting van een oe-klank naar de letters "oo", en een ie-klank naar "ee", alsmede het plaatsen van een "r" na een klinker om deze langer te laten klinken. Voorbeelden zijn: noodle (van Duits: Nudel), chutney (van Bengali: chatni), curry (Tamil: kaṟi), bungalow (Hindi: bangla) en shampoo (Hindi: cā̃pō). Verwant hiermee, maar niet hetzelfde, zijn Engelse leenwoorden in het Nederlands, waarvan sommige verbasterde Nederlandse leenwoorden in het Engels zijn (skaten, coleslaw, gin, brandy).

## Acties in Nederland
In februari 2007 raakte bekend dat in het afgesloten regeerakkoord de partijen CDA, PvdA en ChristenUnie hebben vastgelegd ernaar te streven een wetsvoorstel in te dienen om het Nederlands als officiële taal te omschrijven in de Nederlandse Grondwet om de verengelsing tegen te gaan, de overheidsdiensten te verplichten de taal correct te hanteren en de positie binnen de Europese Unie te verdedigen. 
Onder de redactie van historicus Niek Pas, neerlandicus Lotte Jensen, auteur Daniël Rovers en uitgever Koen van Gulik verscheen in november 2019 bij uitgeverij Wereldbibliotheek de essaybundel Against English. Pleidooi voor het Nederlands. In dit pamflet houden meer dan twintig liefhebbers (onder wie Ger Groot, Geert Corstens, Fouad Laroui, Piet Gerbrandy) van de Nederlandse taal een geargumenteerd pleidooi voor de herwaardering en hergebruik van het Nederlands en verzetten ze zich tegen de golf van verengelsing en de daarmee gepaard gaande dominantie van Angelsaksische denkbeelden die de overheid, de politiek, het onderwijs en de economie (neoliberalisme) in Vlaanderen en Nederland overspoelen.
In 2023 kwam de 'verengelsing' van het hoger onderwijs, waar in de politiek al jaren over gepraat wordt, hoog op de agenda te staan van een aantal politieke partijen. Ook vanuit de universiteiten werd er door sommigen voor gepleit het Nederlands verplicht te stellen in het onderwijs, ook voor buitenlandse studenten. De door enkele partijen bepleite beperking van de instroom van buitenlandse studenten is nauw met het vraagstuk van de verengelsing verweven, maar is tevens een financiële en Europees-politieke kwestie.

### Stichting Nederlands
De Stichting Nederlands is een organisatie die zich verzet tegen de overvloedige instroom van Engelse woorden in de Nederlandse taal. Het gebruik van de Nederlandse taal komt in het Nederlandse taalgebied steeds meer onder druk te staan doordat steeds meer Engelse woorden in de taal sluipen, vaak ten koste van Nederlandse woorden. Ook wordt op steeds meer universiteiten het Engels als voertaal gebruikt. Voor Stichting Nederlands (en haar aanhangers) is dit een ongewenste ontwikkeling, die volgens haar uiteindelijk zal leiden tot de teloorgang van de Nederlandse taal. Dit soort verzet wordt ook wel taalpurisme genoemd.

## Acties in Vlaanderen
Vlaanderen pleit voor een actieve taalpolitiek binnen de Nederlandse Taalunie, uit angst voor verdere verfransing en tegenwoordig ook als middel tegen de oprukkende verengelsing.

### Stichting Taalverdediging
De Stichting Taalverdediging is een Nederlands-Vlaamse organisatie die zich volgens eigen zeggen bezighoudt met het verdedigen van de Nederlandse taal en cultuur. In de praktijk kant de organisatie zich tegen uitingen van verengelsing en in het onderwijs al te gretig inspringen op globalisering door vakken in het Engels te gaan doceren. Daardoor kant de organisatie zich ook tegen de Akkoorden van Bologna, die behelzen het hoger onderwijs in de Europese Unie te harmoniseren, hetgeen in de praktijk betekent dat het hoger onderwijs steeds meer in het Engels gegeven wordt. De organisatie werd in 2000 opgezet door enkele leden van het Genootschap Onze Taal die vonden dat dit genootschap niet genoeg tegen verengelsing optreedt.